# Josef Hodic
Josef Hodic (* 1924; † 2015) war ein tschechischer Militärhistoriker. Er gehörte zu den ersten Unterzeichnern der Charta 77 und bekam daraufhin politisches Asyl in Österreich. Er lebte vier Jahre in Wien und war sehr aktiv in den dortigen Emigrantenkreisen. 1981 kehrte er plötzlich zurück in die ČSSR, wodurch klar wurde, dass er ein als Dissident getarnter Spion des tschechoslowakischen Geheimdienstes StB gewesen war.

## Leben
Josef Hodic besuchte eine Klosterschule und studierte nach dem Zweiten Weltkrieg Jura. In dieser Zeit trat er der Kommunistischen Partei (KSČ) bei. Nach deren Machtübernahme 1948 begann Hodic eine Karriere bei der Armee. Auf der Militärakademie wurde er vom militärischen Abwehrdienst angeworben. Später, nach abgeschlossenem Zeitgeschichtestudium, wurde er im Zuge der Entstalinisierung mit der Aufarbeitung von Prozessakten betraut. Ab 1960 war er Professor an der Militärakademie für Politik in Prag. Während des Prager Frühlings stieg er bis in die Abteilung 8 des ZK der KSČ auf, dessen Chef der sowjetkritische Vaclav Prchlik war. Nach dem Einmarsch der sowjetischen Truppen im Jahr 1968 verlor er alle seine Funktionen, wurde 1970 aus der kommunistischen Partei ausgeschlossen und musste zeitweise als Kammerjäger arbeiten. Im Jahr 1974 gelang es ihm jedoch, wieder in der Gunst der Machthaber aufzusteigen und er wurde Beamter in der Prager Stadtverwaltung.

### Charta 77
Als im Jänner 1977 eine Reihe von Dissidenten öffentlich Kritik am kommunistischen System der Tschechoslowakei äußerten, gehörte Hodic zur Gruppe der 142 ersten Unterzeichner der sogenannten Charta 77, gemeinsam mit Václav Havel, Jiří Hájek und Jiří Dienstbier. Da die kommunistischen Machthaber diese Kritik nicht akzeptieren wollten und die Unterzeichner der Petition ins Gefängnis zu sperren begannen, erklärte sich die damalige österreichische Regierung unter Bruno Kreisky bereit, alle ausreisewilligen tschechoslowakischen Dissidenten aufzunehmen. Zahlreiche Personen, unter anderem Josef Hodic, machten davon Gebrauch. Im November 1977 kam er nach Wien, wo ihm nicht nur politisches Asyl gewährt wurde, sondern er in einem beschleunigten Verfahren eingebürgert wurde. Zwei Monate später konnte seine Frau Naděžda nachkommen. Er bekam einen Posten beim Institut für Internationale Politik in Laxenburg. Er bemühte sich auch erfolglos um eine Lehrtätigkeit an der Theresianischen Militärakademie.
In Wien befanden sich damals viele tschechoslowakische Emigranten und Hodic war in diesen Kreisen sehr aktiv. Er pflegte Kontakte und publizierte Berichte über den Ostblock. Er gestaltete Beiträge für Svobodná Evropa, dem tschechischen Programm von Radio Free Europe, einem Sender, der vom amerikanischen CIA finanziert wurde. Er konnte sogar an Treffen der geheimen Exil-Gruppe Listy teilnehmen, die unter der Leitung von dem in Wien lebenden Zdeněk Mlynář und Jiří Pelikán in Rom stand. Ebenso stand Hodic in Kontakt mit konservativen Emigrantengruppen wie dem Rat der freien Tschechoslowakei und dem katholischen Opus Bonum.

### Rückkehr in die ČSSR
Ende Juni 1981 wurde der Wiener Polizei von einem anonymen Anrufer gemeldet, dass Josef Hodic plötzlich verschwunden sei. Nachforschungen ergaben zunächst nichts Verdächtiges. Das Ehepaar hatte beim Hausmeister seiner Wohnung den Schlüssel hinterlegt und ihn gebeten, während eines Urlaubsaufenthaltes die Blumen zu gießen. Erst als Radio Prag verkündete, ein verdienter Agent wäre zurück in die Heimat gekommen, fand man heraus, dass die Hodics bereits am 17. Juni ihr Konto bei der Bank aufgelöst hatten. Nun war klar, dass er dieser Agent gewesen war. Die tschechoslowakische Emigrantenszene war geschockt, ebenso wie österreichische Politiker und Wissenschaftlerkollegen. Für die Polizei und die österreichischen Geheimdienste war es eine Blamage, diesen als Dissidenten getarnten Agenten nicht erkannt zu haben. Noch dazu befürchtete man, dass Hodic umfangreiche Informationen gesammelt hatte, die tschechoslowakischen Dissidenten sowohl im Exil als auch in der ČSSR gefährlich werden könnte. Die Tageszeitung Kurier meinte in einem Leitartikel, dass die Glaubwürdigkeit der österreichischen Neutralität erschüttert sei und das Land die Sicherheit von Flüchtlingen nicht garantieren könne.
Tatsächlich wurde der inhaftierte Rudolf Battěk in einem neuen Prozess mit von Hodic gesammeltem Material belastet und wegen Umsturzversuchs verurteilt. Ebenso wurde Jiří Hájek mit Briefen belastet, die angeblich von Hodic besorgt wurden, die sich jedoch später als Fälschung des StB herausstellten.

### Gründe für die Rückkehr
Die genauen Gründe für die Rückkehr waren damals nicht bekannt. Es wurde angenommen, dass Hodics Übersiedlung nach Österreich eine von Anfang an durch den tschechoslowakischen Geheimdienstes geplante Aktion gewesen sei. Dafür spricht seine rege Aktivität in der Emigrantenszene in den Jahren von 1977 bis 1981. Als unmittelbaren Grund für das Abtauchen wurde damals in den Medien die Verhaftung zweier Franzosen an der tschechoslowakischen Grenze am 28. April 1981 gemutmaßt. Diese waren mit einer großen Geldsumme sowie einer geheimen Adresskartei von in der ČSSR lebenden Dissidenten erwischt worden. Den Fahndungserfolg der tschechoslowakischen Behörden gegen diese offensichtlichen Westagenten schrieb man im Nachhinein einer undichten Stelle zu, die eben Josef Hodic gewesen sein könnte, der dann im Anschluss selbst untertauchen musste, um nicht verhaftet zu werden.
Ebenso ist aber denkbar, dass er vom StB erpresst wurde und 1977 durchaus als echter Dissident nach Österreich gekommen war. In Prag lebten damals noch seine zwei erwachsenen Töchter sowie fünf Enkelkinder. Bei seiner Ankunft in Österreich hatte er zudem ein brisantes Dokument aus der ČSSR herausgeschmuggelt und auszugsweise veröffentlichte, das den damaligen tschechoslowakischen Staatspräsidenten Gustáv Husák belastete. Dieses Papier beinhaltete Details zu dessen Verhalten während des Zweiten Weltkriegs und wäre als „Eintrittskarte“ zu westlichen Geheimdiensten wohl zu brisant gewesen.